# الأخوة الأتقياء (المكسيك جديدة)
الأخوة الأتقياء لأبينا يسوع نازارينو هي أخوية كاثوليكية للرجال النشطين في شمال ووسط نيو مكسيكو وجنوب ولاية كولورادو. يحتفظون بمباني الاجتماعات الدينية، وهي ليست كنائس رسمية تسمى المادوس.

## العضوية
على الرغم من وجود تباين كبير فيما يتعلق بالترشح لعضوية الأخوة الأتقياء، عادة ما يأتي المبتدئون من عائلات الأتقياء، ومن الناحية المثالية، يتم اختيار فقط أولئك الذين لديهم خلفية وقناعة معروفة للخضوع لعملية التنشئة. أيضا قد يتقدم الطامحون للقبول نتيجة نذر (الوعد الديني)
يعبر المرشحون الجدد عن رغبتهم في الحصول على وضع مبتدئ من خلال تقديم طلب إلى الأخ الأكبر.
بعد إجراء تحقيق شامل في حياة مقدم الالتماس ودوافعه، يتلقى تعليمات مفصلة في لوائح جماعة الأخوة الأتقياء وطقوسها.
إذا اجتاز امتحانًا فيُسمح له بتقديم نفسه مع كفيل لطقوس التنشئة الفعلية.
يُعتقد أيضًا أن الابن الأخ الأكبر ينضم «تلقائيًا» بسن الثامنة عشرة لتكريم والديه وطاعتهما.

## تاريخ الأخوة الأتقياء
بدأت جماعة الأخوة الأتقياء بعد استقلال المكسيك عن إسبانيا عام 1821
حيث سحبت سلطات الكنيسة المكسيكيه المبشرين الفرنسيسكان والدومينيكان واليسوعيين من مقاطعاتها واستبدلتهم بكهنة علمانيين. لكنهم فشلوا في استبدال المبشرين بعدد متساوٍ من الكهنة مما حرم العديد من المجتمعات المنعزلة من رجل دين مقيم
وبناءً على ذلك فإن العديد من تلك المجتمعات الصغيرة لا تتوقع إلا زيارة مرة واحدة سنويًا من كاهن الرعية.
اجتمع الرجال في هذه الجماعات في نهاية المطاف في غياب اى كاهن وكرسوا أنفسهم لغرض تقديم المساعدة المتبادلة والمحبة المجتمعية وإحياء ذكرى روح التوبة
ربما سبب الشهرة هى ممارساتهم التقشفية، والتي تضمنت جلد الذات في الاحتفالات الخاصة أثناء الصوم الكبير، والمواكب خلال أسبوع الآلام التي تنتهى بإعادة تمثيل صلب المسيح بيوم الجمعة العظيمة
حاول رئيس الأساقفة جان بابتيست لامي وخليفته قمع الأخوة كجزء من «أمركة» الكنيسة في نيو مكسيكو، مما دفع عضويتها إلى السرية لهذا السبب، توصف ب«جمعية سرية».
في يونيو 1946 تمت المصالحة بين جماعة الأخوة الأتقياء والكنيسة
بدأ ميغيل أرشيبيكي ولايته الأولى كأول لأخ الأكبر استمرت ولايته الأولى 7 سنوات،
في يناير 1947، تم الاعتراف رسميًا بجماعة الأخوة الأتقياء وتم اعتمادها كمنظمة من قبل رئيس الأساقفة إدوين بايرن بحلول هذا الوقت، كانت العضوية قد انخفضت بشكل ملحوظ منذ مطلع القرن
لكن جماعة الأخوة الأتقياء استمرت في أداء شكل معدّل من الطقوس الدينية ومتابعة التزامها بأعمال المجتمع الخيرية.
في يونيو 1953، تم استبدال ميغيل أرشيبيكي بالرومان أراندا في لاس فيغاس ، نيو مكسيكو. خدم أراندا لمدة عام واحد وحل محله أرشيبيكي حتى عام 1960

## اثارها بالاعمال الثقافية
تضمنت رواية ويلا كاثر عام 1927 «الموت يأتي لرئيس الأساقفة» إشارات ومشاهد عن جماعة الأخوة الأتقياء وطقوسهم.
في رواية عالم جديد شجاع، يتم عرض جماعة الأخوة الأتقياء في مقطع فيديو في مدرسة، مما يجعل الفصل يضحك على طقوسهم.
كما تم مقارنتهم مع المتوحشين في مقدمة عام 1946 من قبل ألدوس هكسلي.
يجمع فيلم استغلال الحملة الترويجية عام 1936 رموش الأخوة الأتقياء بين لقطات قديمة لجلد طقوس جماعة الأخوة الأتقياء مع لقطات جديدة عن جريمة قتل.
تصور رواية أيام الربيع (1945) للكاتب هاري سيلفستر عالم أنثروبولوجيا يدرس جماعة الأخوة الأتقياء وينضم إليهم في النهاية.
أطلق فراي أنجيليكو تشافيز عنوان كتابه عن نيو مكسيكو ارض الأخوة الأتقياء .
رواية بيرسيفال إيفريت جسد مارتن اغيليرا (1997) تعرض شخصيات وطقوس جماعة الأخوة الأتقياء كجزء من لغز جريمة قتل تدور أحداثه في شمال نيو مكسيكو.